# Huvenhoopsmoor
Das Huvenhoopsmoor ist ein Moorgebiet mit einem noch intakten Hochmoorrest in Nordniedersachsen. Es gehört zur Gemeinde Gnarrenburg. Das Huvenhoopsmoor wurde 2006 in die Liste der 77 ausgezeichneten Nationalen Geotope aufgenommen.

## Geschichte
In der Umgebung von Gnarrenburg wird bereits seit Jahrhunderten Torfabbau betrieben. Zunächst wurde durch die Moorkolonisten Torf gestochen, um das Land urbar zu machen und den stark zersetzten Schwarztorf als Brennmaterial zu nutzen. Im 19. Jahrhundert wurde der Hochmoortorf als Brennstoff auch in den Städten (insbesondere Bremen) beliebt und so begann der industrielle Torfabbau. Erst zu diesem Zeitpunkt begann die nachhaltige Schädigung der Moore im Gebiet zwischen Weser und Elbe. Ein Teil des Huvenhoopsmoores blieb bis auf den heutigen Tag von Entwässerung und Torfabbau völlig verschont. Bereits in den 1960er Jahren wurden die intakten Reste durch eine wasserdichte Spundwand von den umliegenden Gebieten abgetrennt, um ein Austrocknen im Zuge der Entwässerungen in der Umgebung zu verhindern.
Auch noch heute wird in einigen Gebieten des Huvenhoopmoors Torf abgebaut, jedoch nicht in dem streng geschützten intakten Rest. Heute ist man bemüht, die ausgetorften Flächen zu regenerieren. Ende der 1990er Jahre wurde ein „Moor-Erlebnispfad“ eingerichtet, der Einblicke sowohl in den intakten Moorrest wie auch in Regenerationsflächen gibt. Es gibt viele Anhaltspunkte, dass sich die Natur im Huvenhoopsmoor von den massiven Eingriffen erholt.

## Natur

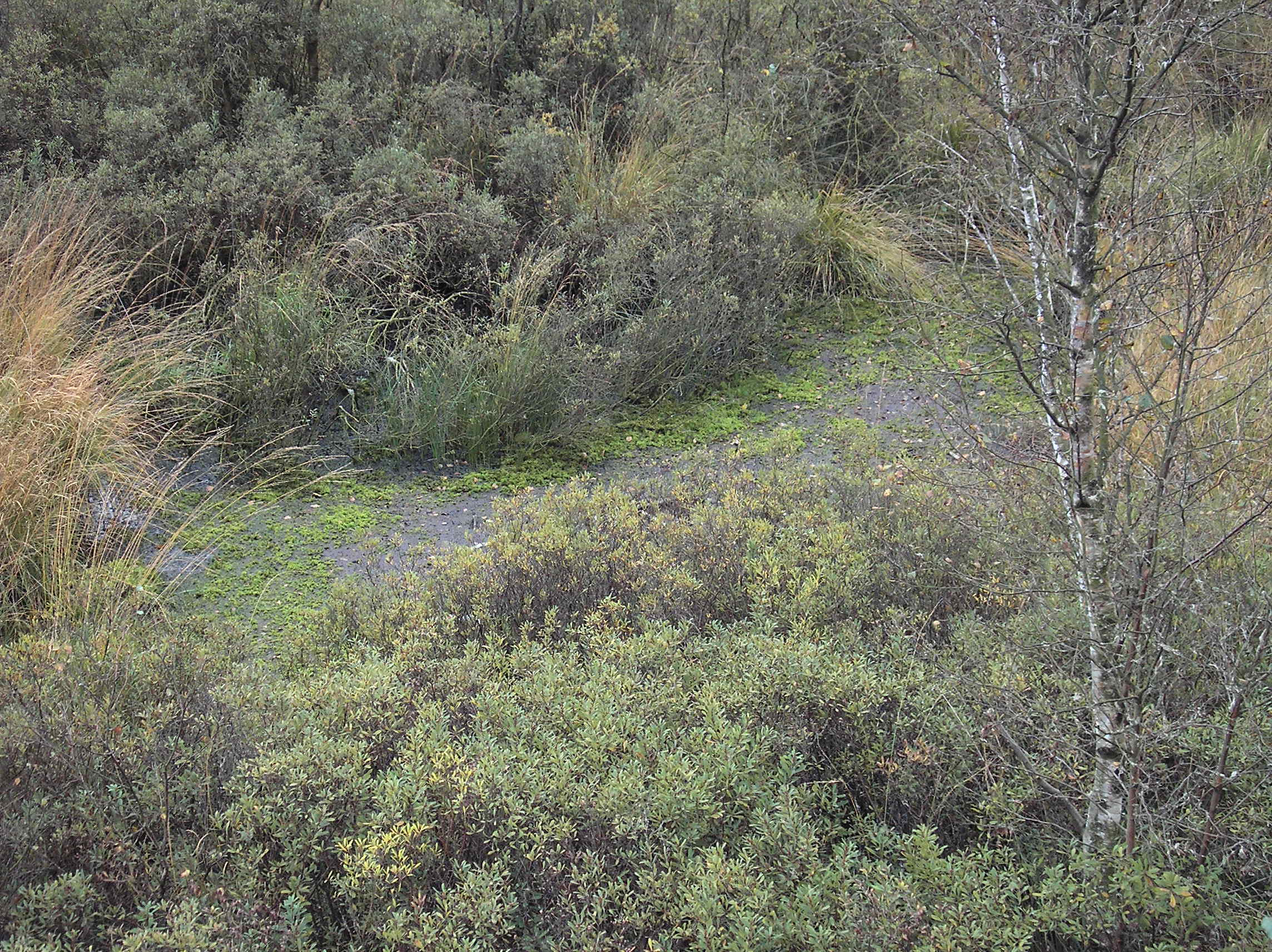
Gagelsträucher am Rand des naturnahen Hochmoors Mitte Oktober

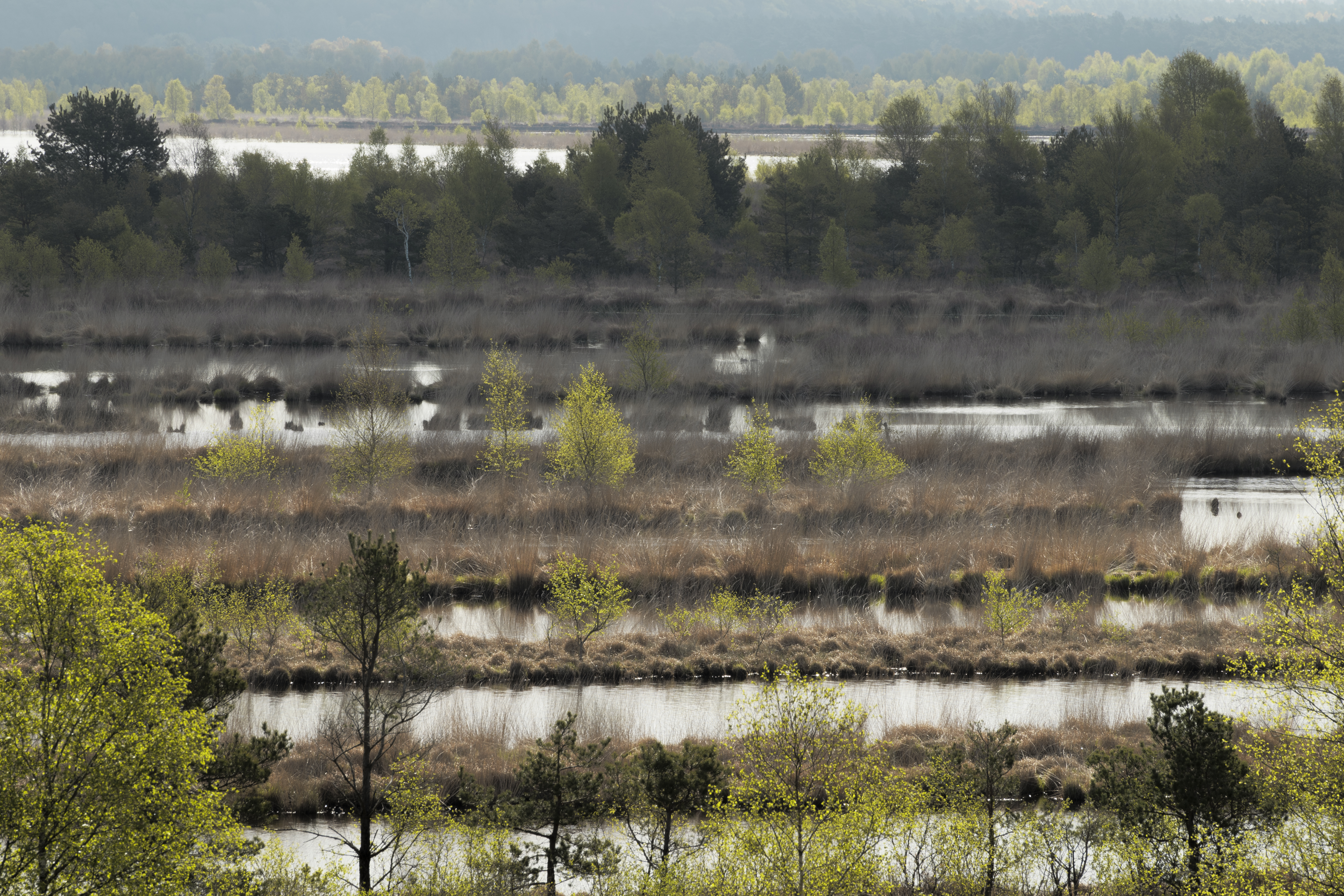
Blick auf das nasse Moor vom Aussichtsturm aus

### Naturschutzmaßnahmen
Der 1,5 Quadratkilometer große intakte Rest ist weitestgehend offenes Gelände mit nur sehr wenigen Bäumen und von einem Gebüschsaum umgeben. Die Hochmoorfläche darf nicht betreten werden, ist aber von einem Beobachtungsstand am Moor-Erlebnispfad gut einsehbar. Im Zentrum befindet sich der Huvenhoopssee, einer der letzten intakten Hochmoorseen Niedersachsens mit einer interessanten Vogelwelt, insbesondere Entenvögel, die mit Ferngläsern vom Beobachtungsstand aus beobachtet werden kann.

### Tierwelt
Seit Neuestem brüten im Huvenhoopsmoor wieder einige Kraniche. Daneben findet man Baumfalken, Graugänse, Raubwürger und viele Entenarten. Es läuft außerdem ein Wiederansiedlungsprogramm mit Birkhühnern, die den buschreichen Moorrand besiedeln. Man findet außerdem über 20 Libellenarten.
Besonders spektakulär ist der Kranich-Zug im Frühjahr und im Oktober. Auf dem Weg von und in ihre Brutreviere in Osteuropa rasten die Kraniche für einige Tage im Huvenhoopsmoor. Während dieser Zeit wird das Moor von einigen tausend Kranichen bevölkert, die in der Umgebung auf abgeernteten Feldern fressen.

### Pflanzenwelt
Das intakte Moor ist nicht zuletzt mit Scheiden-Wollgras bewachsen. Natürlich findet man hier auch die für Moore typischen Torfmoose und Sonnentau. Im Moorrand wachsen unter anderem viele Sträucher und Zwergsträucher wie Heidelbeeren, Ebereschen, Moorbirken, Gagel und die aus Nordamerika stammende Aronia.

## Torfabbau und Moorschutz

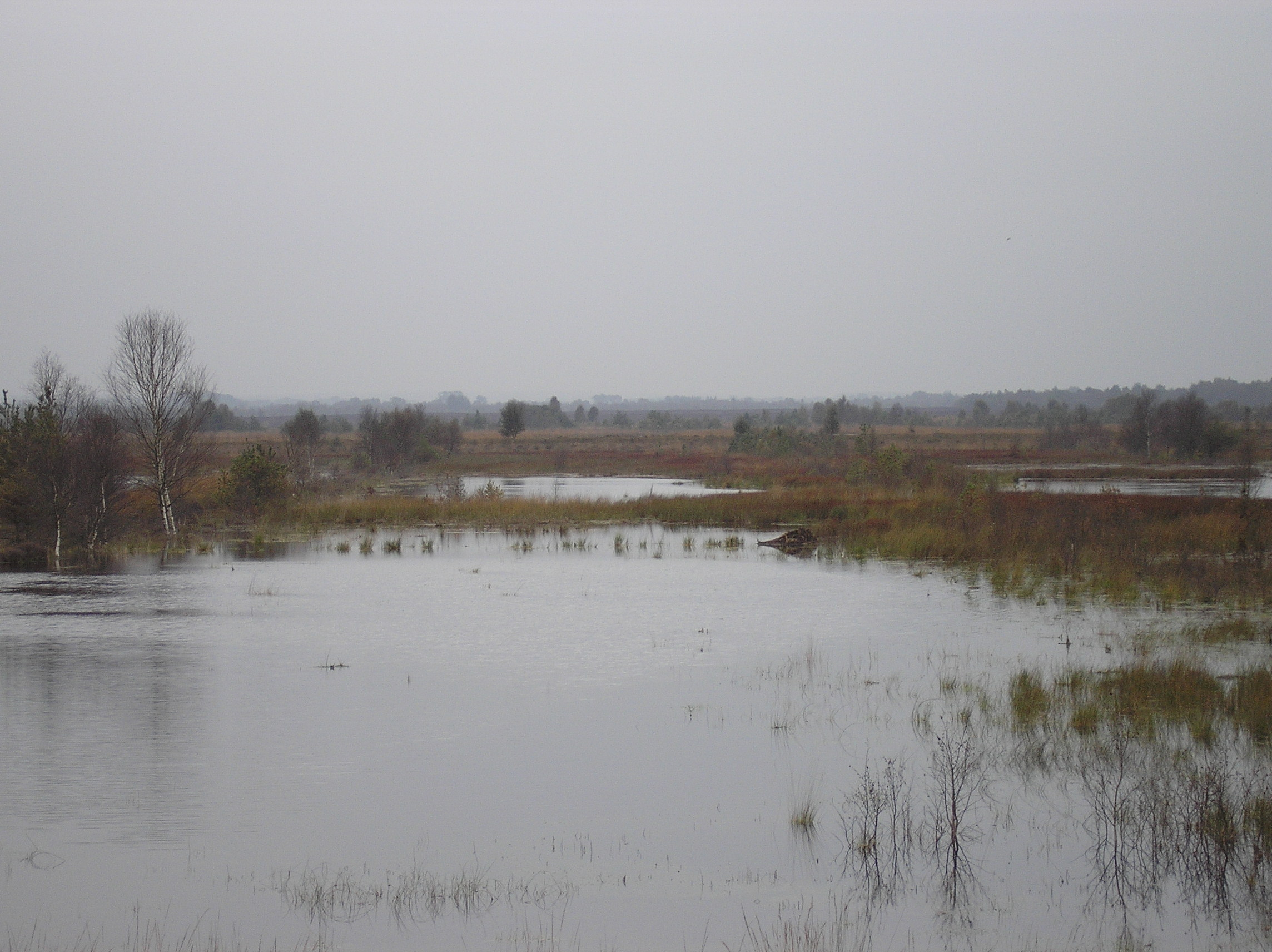
Ausgetorfte, wiedervernässte Moorfläche im Huvenhoopsmoor

Unweit des intakten Restes befindet sich das Gnarrenburger Torfwerk, das immer noch in Betrieb ist, sogar in den letzten Jahren noch neue Abbaulizenzen erhalten hat. Der Torfbedarf hat sich jedoch in den letzten Jahren grundlegend verändert: Stand früher der Schwarztorf im Vordergrund, der als Brennstoff dient und die Basis der Hochmoore bildet, so ist für die heutigen Anwendungen im Gartenbau der Weißtorf von Interesse, der sich in Hochmooren oberhalb des Schwarztorfs befindet. Zum Torfabbau wird das Moor entwässert, die obere Pflanzenschicht abgetragen und der Weißtorf gestochen. Der darunter liegende Schwarztorf bleibt unangetastet. Anschließend wird über den ausgetorften Flächen das Wasser wieder angestaut und das Moor kann sich regenerieren. Auf diesem Wege soll im Raum Gnarrenburg noch einige Jahrzehnte Torfabbau betrieben werden können.